# HD 6869
NGC 405 (również ESO 243-*39 lub SAO 215379) – gwiazda podwójna znajdująca się w gwiazdozbiorze Feniksa. 6 września 1834 roku obserwował ją John Herschel i, nie będąc pewnym jej natury, gdyż jej obraz w teleskopie nie był ostry, skatalogował ją jako zamgloną gwiazdę.